# Batman: The Killing Joke
Batman:The Killing Joke er en grafisk roman fra 1988, skrevet af Alan Moore og illustreret af Brian Bolland. I 2016 kom en film baseret på den grafiske roman.

## Historie
Romanen starter med at en falleret stand-up komiker, der er desperat for at støtte sin gravide kone, og derfor hjælper nogle kriminelle med at bryde ind i en kemikaliefabrik. Efter Batman ankommer, bliver komikeren så skræmt, at han falder ned i kemikalierne, der gør hans hud hvid, og gør ham sindssyg. Han er nu Jokeren.
Flere år senere ankommer Batman til Arkham Asylum for at tale med Jokeren, om at slutte deres årlange kamp, men opdager at Jokeren allerede er flygtet, og har sat en falsk Joker i sit sted. Bagefter bliver Batgirl skudt i maven, af Jokeren, som kidnapper hendes far, James Gordon, og tager ham med til en forlystelsespark. Jokeren lænker Gordon til en af forlystelserne og tvinger ham til at se billeder af hans skudte datter.
Bagefter sender Jokeren en invitation til Batman, for at han skal komme til forlystelsesparken. Batman fanger Jokeren og fortæller ham, at deres lange kamp skal stoppe, men Jokeren beslutter sig for at fortælle en joke om to fanger, der prøver at flygte fra et sindssygehospital. Batman og Jokeren begynder at grine, mens politiet ankommer. Jokerens latter stopper brat, mens Batman griner videre.